# Spectrobates artonoma
Spectrobates artonoma är en fjärilsart som beskrevs av Edward Meyrick 1935. Spectrobates artonoma ingår i släktet Spectrobates och familjen mott. Inga underarter finns listade i Catalogue of Life.